# Bitva u Zborova (1649)
Bitva u Zborova, svedená v roce 1649, byla významnou epizodou kozáckého povstání pod vedením Bohdana Chmelnického proti Republice obou národů. Důsledkem bitvy bylo uzavření Zborovské dohody, která fakticky potvrdila autonomii nově vzniklého kozáckého státu – základu současné Ukrajiny